# 目川重治
目川 重治（めかわ しげはる、1932年（昭和7年）2月26日 - ）は日本の京都府で活動する私立探偵。
通称・目川探偵。京都市下京区西洞院六条下ルに事務所を構え、さまざまな調査業務を行っている。タウンページには「目川探偵局」「目川探偵事務所」、両方の表記が見られるが、自伝で紹介されている名刺や広告では「目川探偵局」としている。
本項では原則として事務所と表記するが、固有名詞として言及する時には「目川探偵局」を用いる。
京都新聞・産経新聞に顔写真入りの広告を出し、京都市周辺の駅に顔写真入りの広告看板を掲げている。また、「京都の有名な探偵」とされることもある（後述）。この他、オウム真理教の命名や教団運営のノウハウに関わったともされる。

## 概要・略歴
※この節は主に目川の自伝(1995)を典拠としている。

### 出生から小学校卒業まで
1932年2月26日、京都市下京区西洞院に産まれる。名古屋法律経済専門学校卒。
製菓業の家庭に生まれる。戸籍上の父もこの製菓業を営んでいた人物であるが、実父は目川家が「貸部屋」としていた部屋を借りていた20歳過ぎの英国人とのハーフであり、出身は長崎、職業は憲兵であったという。すなわち、目川は不倫によって産まれた子である。なお戸籍上の父は還暦を過ぎており(目川が2歳の時に胃癌で死去)、母も40歳を過ぎていたと言う、遅くに出来た子であった。なお、目川によれば戸籍上の父は子種が無かった(男性不妊症)と言う。不倫の子ではないかと言う近所での噂に対し、戸籍上の父は死ぬまで、重治は自らの子であると言い続けた。なお実の父である憲兵も重治が産まれる前に、次の赴任先である東京へと転居してしまっている。
この後母親は製菓業を続けながら一人で重治を育てるが、目川が3歳の時に母親は姦通罪の疑いで警察に逮捕され、拷問を受ける。目川の戸籍上の父が重治を自分の子と言い張っていたため、また不倫相手である実父が憲兵であったため警察も手が出させなかったが、戸籍上の父は死去し実父が京都を離れたため、嫌がらせや逮捕が行われたのではないかと言う。この事件が目川に「権力への反抗心」を抱かせる一因となる。曰く、国家権力による一度目の裏切り。
また、母親は松坂慶子似の美女で、言い寄る男が絶えなかった。母親の方も恋愛には積極的であったようで、毎月2日ある稼業の休業日には大抵男との逢い引きを行っていた。そして重治は母親を尾行したのである。更には友人からカメラを譲り受け証拠写真を集め、母親の密会記録をも付けるに至る。なお当時の目川は幼稚園児程度の年齢である。
目川は現在探偵業を営んでいる事は、必然であったのだなと述懐すると同時に、マザコンを公言しており、手記の中でも各所で母親の事を美しいと持ち上げて憚らない。そして母親の恋人に嫉妬していた。なお当時の重治は、母親には3人の恋人がいることを掴んでいたという。小学生時代にはさらにそれに加えて西本願寺の3人の坊主とも付き合って居たらしい。
植柳小学校入学後の重治はとんでもない「ワルガキ」で、腕っ節も強かった。毎日のように学友を泣かせていたという。ただしこれは学友たちが母親を悪く言うことや、重治を「不義の子」としていじめられ友人など一人もいなかった事への対抗でもあった。ただし重治も相当なもので、自ら喧嘩を仕掛ける場合もあり、喧嘩となればパチンコ、押しピン、棍棒、漆や唐辛子、剃刀の刃などを用い、挙げ句5年生の頃には6年生との集団決闘を行う際、100対10の寡勢でありながら自転車のチェーンと言う凶器を用い、機先を制し相手を制圧した。教師により決闘は途中で止められさすがに重治も退学の危機に瀕したが、一部の教師からは「見上げた根性だ」、「少数で大軍を圧するは武人の常」などといった言葉がかけられたそうである。ちなみに成績は、「惨憺たるありさまとまではいきませんが、正直言うて、下から数えた方がうんと早いような状況でした。」(目川、1995、p.100より引用)と言った有様であった。読み書きと勘定だけは得意であったが、他の教科は全くいけなかったそうである。
なお、棍棒は1995年現在も目川愛用の護身具であるという。

### 中学校以降
目川はなんとか中学校に進学するが、太平洋戦争の最中と言うこともあり、また学徒動員での出兵を望んでいた目川は中学校を中退し、醍醐山にあった日本陸軍が運営していたと思われる軍事秘密学校に入学。様々な謀略技術を学ぶ。しかし敗戦を機にこれを退学。戦時中、国家は国民を騙し続けていたとし、これが国家権力による二度目の裏切り。
戦後、名古屋法律経済専門学校に入学。卒業後は公務所に就職。しかし押収品で私腹を肥やす検事に抗議を行ったところ、解雇される。国家権力による三度目の裏切りである。
その後印刷業に就職。国家権力への反抗心もあり秘密学校での教育を生かし偽札で一儲けを企むが、力及ばず挫折。
1956年、結婚。
1958年6月15日、自宅にて「目川探偵局」を開業。印刷業との兼業である。探偵業は夕方以降や日曜日にしか行えなかったが、うさんくさいダイレクトメールや難波、神戸まで出てのビラ配りで宣伝に努める。依頼の第一号は、主婦による夫の浮気調査であった。
10年余り後、印刷業を辞め保険会社のセールスマンに転職。セールスマンであれば人脈を拡げられるであろうと言う判断である。
1970年、保険会社を退社。目川によれば、大きな契約を結んだものを、上司に横取りされそうになったのがきっかけである。なお、この際妻を別の保険会社に就職させ、自らの顧客を全て譲り渡したと言う。その後、目川は晴れて探偵業一本で生計を立てていくこととなる。
1995年、自伝『目川探偵の事件簿』を上梓。目川によればどうしても実の父親(英国と日本人のハーフの憲兵)を見つけ出せず、広く情報を募りたいとの意味もあった。目川は父の所在を報せてくれた人に対して、一千万円の謝礼を用意しているという。

## 人物
目川探偵局の扱う業務のおおよそ7割もしくは8割は素行調査（主に浮気や不倫の調査）である。
目川は自らがマザコンであることを公言する。また8歳頃に18歳くらいの女性とペッティングを行ったと言う経験もあってか年増好みであるとも述べている。曰く、十代の頃から付き合う女性は10歳も15歳も年上であり、60歳を過ぎても年上好みは変わらないとのこと。また浮気に関しても鷹揚で、手記の中で自らの浮気体験を公言している。
また前述の通り、国家権力に対する強い反感を持っている。
さらに探究心・好奇心が深い性格であり、他人のプライベートを丸裸にする「ゴミ漁り」はやめられないと言い、目川探偵局の女性探偵の素行調査や、肌着に対して調査（下着に精子が付着していないか）もやめられないという。なお、素行調査は自らの妻にも及んでいる。
目川によれば自らは根っからの詮索好きの調査好き、人を怪しむ事を辞めれば探偵職を放棄したも同じ、妻子に孫まで疑ってかかる、回りの人物はまず疑ってかかり、徹底的に尾行し調査した結果安心できる人物と判断し信頼と愛情が芽生える、などと述べている。手記の前書きによれば、産まれながらの探偵なんや、とのこと。
「京都府人名・企業録'97」では、かつては探偵業の他に経済&人生コンサルタント、身の上相談、未来展望等、その他各種ボランティアを無料で行っていたと記されている。
目川はグリコ・森永事件について、犯行があまりにも完璧であったことから素人によるものであるとは考え得ず、これに国家権力 = 警察(あるいは後述する家宅捜索を担当した警部補)が絡んでいると推理し、個人的に3000万円の費用を用いて九州にまで出向き、新聞広告で犯人に呼びかけるなど調査を行ったが、全く実を結ばなかったという。
探偵業の方では特殊装備の4WD車を操り、1970年からは自らの顔を看板に掲載し堂々と宣伝、京都新聞、産経新聞、タウンページにもやはり顔写真入りの広告を掲載。顔写真のアイディア自体は、ある信用金庫が支店長の顔写真を出していたのがきっかけであるが、大手興信所が目川を騙ると言った事件があったことも影響しているとしている。また駅にも看板を出しているが、これは1973年からのこと。年150万円、と言う、当時としては高額なものであったが、セールスマンに口説き落とされてしまったという。なお、「探偵が顔を晒していては捜査に支障がでるのでは？」との疑問もあるが、目川は見た目は「人のよさそうな普通のオッサン」でしかないため、案外気付かれないものであるとのこと。産経新聞のコラムでも「京都に有名な探偵がいる」と取りあげられたことがあり、有名となった理由として京都市内に数カ所、大きな顔出しの大きな看板が立っているからだとされている。また顔入りの探偵社の看板はあまりお目にかかったことがなくインパクトがあるともしている。目川の顔については温厚で人が信用出来そうな顔立ちだと評しているが、やはり「探偵が顔を出して大丈夫なのか？」と言った疑問が呈されている。
なお、広告の内容については、目川の手記に「機動調査」「機動力は抜群」などといったものが紹介されている。また知名度が向上したため、「目川が介入した」と言うだけでトラブルが解決に向かうこともあるという。
張り込みの最中に空き巣や交通違反などの犯罪を目撃し、毎月十数件の110番通報を行うと語る。

## 事件
国家権力に不満を持っていた目川は、飲酒運転中の警察官を逮捕したり、不埒な行為を行っている税務署職員を写真に収めるなどの活動も行う。そのためか、1987年8月6日、事務所は拳銃所持の容疑で大阪府警の家宅捜索を受ける。もちろん拳銃などは出てこなかったが、担当した警部補が不審な荷物を持っておりさらに挙動も不審であったことから、その中に拳銃が入っており、さも目川の事務所からそれが出て来たように犯罪のでっちあげを行おうとしたものであろうと目川は主張する。目川とその妻がくだんの人物と荷物を常にマークしていたため、計画は失敗に終わったとのこと。この後、目川は大阪府警を相手に民事訴訟を起こすが、それを取り下げるように深夜、再三の脅迫電話があったという。
また目川探偵局は「なんでも引き受けます」という謳い文句を使っていたが、そのせいか殺人を依頼されたり、ヤクザを立ち退かせるためにと放火を依頼されたり、といったこともあり、しかし遠路はるばる頼ってきた人を無碍に断るのも、と、一時期はかなり苦慮したとのことである。
1972年には強盗犯を捕らえ、地元京都新聞と夕刊京都などの紙面を飾ったこともあった。これは1972年10月18日夜、二人組の強盗が、目川探偵局の隣家(強盗犯の一人のかつての勤め先の得意先)に職の斡旋を頼みたいと偽って侵入、その後不意に漬け物石で頭を殴り、現金を奪って逃げた事件。二人組は被害者の容態が気になり、24日7時45分頃、隣家である目川探偵局に親類を装い容態を聞きに訪れたものである。ところが二人組は看板がかかっていたにもかかわらず入ってみるまでそこが探偵事務所と知らなかったようで、事務所内の各種装備を見て明らかな挙動不審に陥り、事務所を立ち去ろうとした。このため目川は強引に二人組を引き留めながら、所員に、「お客さんに濃いお茶を出せ」と、警察に電話しろと暗号で指示。駆けつけた警察官に逮捕されたものである。目川は京都新聞に、「表に探偵事務所の看板をかけてあるのに気がつかぬとは、ほんとにトンマな奴だよ」(京都新聞 1972年10月24日夕刊p.11より引用)と語った。
その他、目川によればやはり1977-1978年頃、杉良太郎の所属プロダクションからの依頼もあったという。

## オウム真理教
1977-1978年頃には、青年時代のオウム真理教教祖・松本智津夫が訪れたと目川は手記に記している(顧客名簿での確認による)。珍しく若い客だな、と言う以外には、特に印象深い人物ではなかったが、宗教ジャーナリストを自称し、天理教の調査を依頼したとのこと。目川は10万円程度の調査費用を求めたが、松本は目が不自由なため2万円しか予算が無いと障碍を武器に食い下がり、目川は2万円で調査を請け負うことになってしまった。なお、目川と松本の関係はただこれだけのものであるという。また、1990年頃には井上嘉浩が「盗聴のノウハウを教えてくれ」と来所。目川は盗聴のノウハウを教えてしまった。目川はこの二人に荷担してしまったことを、遺憾に思っているという。
またノンフィクションライターの髙山文彦によって行われた取材およびインタビューによれば、目川が麻原彰晃が松本智津夫であると知ったのは1990年5月にオウムが熊本県阿蘇郡波野村に進出した騒動の際である。松本が訪れた時期は高山によれば1984年の春頃。この時松本は「福岡の興信所に紹介されてきた」、「新興宗教をやりたい」として、「天理教の全体像」についての調査を依頼した。目川探偵局では珍しい依頼であり、目川は驚いたと言う。京都市と天理市はそう遠い距離ではないため目川によれば調査は一日で終了し、調査内容は120分のカセットテープ2巻で手渡されることになった。約1週間後、再び松本に会った際に目川は調査費用として20万円を請求したが、松本は依頼時に手付けとして支払った2万円を除く、残りの18万円は踏み倒した。
なお目川は、松本に教団の名前についても相談されている。目川は「天理教」にちなんで、あんりきょう、いんりきょう、うんりきょう…と辿って行った。「しんりきょう」に行き着いた時、松本は「真理教」と言う名前をいたく気に入ったと言う。なお、当時中日新聞記者であった瀬口晴義の著書でもオウムと目川の関係について言及があるが、内容は高山のものとほぼ同様で、それを要約したようなものとなっている。だが松本が目川のもとを訪れた時期は1979年とされている。

## その他
NTT西日本の発行している職業別電話帳、『タウンページ 京都市北中部版』において、2013年6月発行号(掲載情報は同年1月現在)では「興信・探偵」の項目(pp.220-224)の「下京区」に目川重治、目川探偵局、目川探偵事務所、が掲載されているが、2014年6月発行号(掲載情報は同2月28日現在)の「興信・探偵」の項目(pp.236-239)ではそれが消失している。また、『ハローページ (人名)』においても同様である。

## 看板のある駅・もしくはあった駅
- 出町柳駅（叡山電鉄）[60][* 5]
- 四条大宮駅（京福電気鉄道嵐山本線）
- 烏丸駅地下道（阪急京都線）
- 丹波橋駅（京阪本線）
- 山科駅（琵琶湖線）
- 大津駅（琵琶湖線）
- 宇治駅（奈良線）

## 著書
- 1995 目川探偵の事件簿 - 京都の秘密調査報告書 データハウス